# Nasarawa állam

Nasarawa

Nasarawa Közép-Nigéria állama. Fővárosa Lafia.

## Történelme
Nasarawa 1996 október 1-jén jött létre az Abacha kormány vezetésével.

## Mezőgazdaság
Nasarawa egész évben a mezőgazdaságára támaszkodik. A föld ásványi anyagokat tartalmaz, mint például a sók, és a bauxit.